# Journal of Physical Chemistry A
Journal of Physical Chemistry A — науковий журнал Американського хімічного товариства, що спеціалізується на статтях із хімії молекул.
З 1896 по 1997 журнал виходив під назвою Journal of Physical Chemistry. У 1997 році він розділився на два — інший журнал Journal of Physical Chemistry B присвячений проблемам фізичної хімії твердого тіла та рідин. З 2007 року виділився ще один журнал Journal of Physical Chemistry C, де публікуються статті з нанотехнології, молекулярної електроніки тощо.
Коефіцієнт впливовості журналу в 2013 році склав 2,775.